# Doris Bolk-Weischedel
Doris Bolk-Weischedel (geb. 23. Juli 1935 in Stuttgart als Doris Ingeborg Weischedel) ist eine deutsche Psychoanalytikerin, Psychiaterin und Neurologin. Sie ist Begründerin des Berliner Modells und erste Berliner Oberärztin, die auf einer psychiatrischen Station Rooming-in von Neugeborenen eingeführt hat. Sie ist Mitbegründerin des Instituts für Psychoanalyse, Psychotherapie und Psychosomatik Berlin. Von 1991 bis 1995 und von 2003 bis 2007 war sie dessen Vorsitzende.

## Herkunft, Kindheit, Jugend, Studium
Doris Bolk-Weischedel stammt aus einer Familie von Arbeitern und Kleinbauern. Ihr Vater Adolf war Werkzeugdreher bei der Robert Bosch GmbH in Stuttgart-Feuerbach, die Mutter Maria arbeitete zeitweise ebendort als Wicklerin. Sie hat eine Schwester.
Sie besuchte ab 1941 die Volksschule und ab 1945 die Oberschule für Mädchen im Leibniz-Gymnasium Stuttgart-Feuerbach, an dem zum damaligen Zeitpunkt für Mädchen ein Abitur nicht möglich war. Trotz ihres Wunsches, Physik und Mathematik zu studieren, schloss sie 1951 die Schule mit der Mittleren Reife ab.
Im Anschluss machte sie am damals neu gegründeten Institut Dr. Flad mit Unterstützung der „Boschjugendhilfe“ eine Ausbildung zur Chemotechnikerin. Ab 1953 fand sie eine Anstellung bei der Chemischen Fabrik Ludwigsburg Zeh&Co. Ab 1955 besuchte sie gleichzeitig das Abendgymnasium, das sie mit dem Abitur beendete. 1958 nahm sie ihr Medizinstudium an der Eberhard Karls Universität Tübingen auf, das sie 1962 für drei Monate in Marseille weiterführte und 1966 in Berlin beendete.

## Schaffen

### Psychoanalyse
Noch während des Medizinstudiums übernahm sie die Leitung der „Station für chronisch kranke Kinder mit langen Liegezeiten“ in der Kinderklinik Charlottenburg (damals Platanenallee). Nach der Approbation arbeitete sie in der Säuglings- und Kleinkinderfürsorge des Bezirksamts Spandau. Unter dem Eindruck der täglichen Erlebnisse mit Säuglingen, Klein- und Schulkindern und ihren Familien formte sich in ihr der Wunsch, Kinderanalytikerin zu werden. Ab 1968 folgte eine vierjährige Lehranalyse bei Bruno Mai und die Ausbildung zur Kinder- und Jugendpsychotherapeutin am Institut für Psychotherapie Berlin, damals in der Koserstraße. Nach der Beendigung einer AOK-Anstellung unter Annemarie Dührssen wurde sie mit dem Aufbau der Ambulanz für Kinder und Jugendliche in ihrem Ausbildungsinstitut betraut: eine Aufgabe, die sowohl im Hinblick auf ein breiteres Angebot von psychotherapeutischer Hilfe an die Bevölkerung wie auch hinsichtlich der notwendigen psychoanalytischen Ausbildung von Ärzten und Psychologen für die Versorgung ihrem politischen Engagement entsprach. Ihr Ambulanzmodell führte die Erstsicht der Patienten und ihren Familien durch die Ausbildungskandidaten, die Zweitsicht durch erfahrene Kinder- und Jugendpsychiatern und die ärztliche Drittsicht ein. Allmählich baute sich ein Versorgungsnetz im Westen Berlins auf, so dass die Behandlung ggf. in günstig gelegene Praxen vermittelt werden konnte. Im Institut wurde ein Behandlungszimmer im obersten Stock mit Büchern, Spielen, Puppen etc. und einem Szenotest eingerichtet, wo die Ausbildungskandidaten ihre Patienten behandelten. Dieses Modell hat, ergänzt durch ein kurzes Screening, bis heute Bestand.
1972 schloss sie mit einer Examensarbeit zum Thema Die depressive Entwicklung eines schizoid-zwangsneurotischen Patienten in den ersten 140 Behandlungsstunden die Ausbildung unter Prüfungsleitung von Alfred Köhler ab.

### Psychiatrie
Nachdem eine Patientin während der Behandlung plötzlich schizophrene Symptomatik entwickelt hatte, entschloss sich Doris Bolk-Weischedel 1977 zur Weiterbildung zur Fachärztin für Psychiatrie und nahm eine Halbtagsstelle in der Psychiatrischen Abteilung des Städtischen Krankenhauses Havelhöhe, heute Gemeinschaftskrankenhaus Havelhöhe, an. Dort brachte sie einen psychodynamischen Ansatz in die stationäre psychiatrische Behandlung, von dem sie 1978 auf einer Tagung der BGPN in „Die Umwandlung einer Chronikerstation“ berichtete. Sozialpolitisch bewegte sie sich im Mainstream der fortschrittlichen Psychiater nach der Psychiatrie-Enquête 1975. Sie machte ihr neurologisches Jahr an der Neurologischen Klinik der FU, Berlin bei Dieter Janz.

### Berliner Modell
Ende der 1970er Jahre war ihr aufgefallen, dass fast alle Assistenzärzte und Assistenzärztinnen im Städtischen Krankenhaus Havelhöhe eine psychoanalytische Weiterbildung machten, ihre stationären Patienten von ihren psychoanalytischen Kenntnissen aber wenig profitierten. Auf den Jahreskongressen der DGPT (Deutsche Gesellschaft für Psychoanalyse, Psychotherapie, Psychosomatik und Tiefenpsychologie) und der DGPN (Deutsche Gesellschaft für Psychiatrie und Neurologie) referierte sie über ihren Vorschlag einer klinikverbundenen Psychotherapie-Weiterbildung für Assistenzärzte mit gemeinsamer Vermittlung der Theorie und Behandlung von Patienten der beteiligten Kliniken im praktischen Teil der Weiterbildung. Nachdem ihr Hanfried Helmchen, ärztlicher Direktor der Psychiatrischen Klinik der FU Berlin, eine Stelle als für die Psychotherapie zuständige Oberärztin angeboten hatte, entwickelte sie 1982, gemeinsam mit Ulrich Rüger, ein dreijähriges tiefenpsychologisch fundiertes Curriculum für die Vermittlung der Theorie mit stufenweise angegliedertem Erwerb der Praxis – das Berliner Modell. Unter den Absolventen des Berliner Modells sind Andreas Heinz, Tom Bschor, Bruno Steinacher und Heribert Kentenich.

#### Rooming-in
1986 wurde in der Psychiatrischen Klinik der FU eine Patientin aufgenommen, bei der im Wochenbett ihre schizoaffektive Symptomatik exazerbiert war. Der Schmerz über die Trennung von ihrem Neugeborenen ließ ihre Symptomatik nicht zur Ruhe kommen. Nach Aufnahme des Babys auf der Psychiatrischen Station und das Rooming-in war die Patientin von ihren Schuldgefühlen entlastet. Sie gesundete langsam und die Beziehung zwischen Mutter und Kind konnte wachsen. Bis zum Jahr 2000 wurden 66 Mutter-Kind-Paare in der Psychiatrischen Klinik der FU stationär behandelt. Eine katamnestische Untersuchung an 36 der Mutter-Kind-Paare im Rahmen ergab, dass 35 Kinder im Vergleich mit gesunden Mutter-Kind-Paaren (gematcht bzgl. Alter der Kinder, Alter, Familienstand und Bildung der Mütter) sowohl körperlich wie geistig in ihrem Entwicklungsstand gleichauf waren, lediglich das Kind einer chronisch-schizophrenen Mutter zeigte einen deutlichen Entwicklungsrückstand. Ein Vergleich der stationären Aufnahmen der Mütter vor und nach dem Rooming-In zeigte einen eindrucksvollen Rückgang der stationären Maßnahmen, u. a. weil die Mütter bzgl. ihrer Medikamenteneinnahme komplianter geworden waren.

## Schriften
- Experimentelle Untersuchungen mit dem Psychopharmakon Phencyclidin (Phenylcyclohexylpiperidin-Hydrochlorid; Sernyl). Berlin, Freie Univ., Diss., 1979.